# Henri de Valenciennes

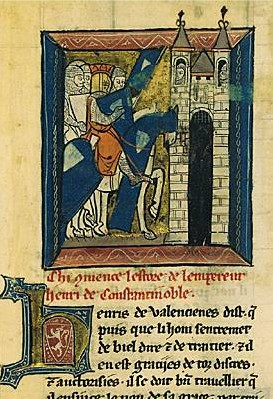
Première page de lHistoire de l'empereur Henri de Constantinople, fin XIII

Henri de Valenciennes est un écrivain et chroniqueur du XIIIe siècle.

## Biographie
Henri de Valenciennes est chroniqueur de l’Empire latin de Constantinople, sur le modèle de la chronique La Conquête de Constantinople de Geoffrey de Villehardouin. Parti sur la quatrième croisade dans le cadre de l’armée de Henri de Flandre et à la suite de la conquête de Constantinople par les forces occidentales en 1204, Henri de Valenciennes est devenu chanoine dans l’église de Sainte-Sophie. En 1206, quand Henri de Flandre succède à son frère Baudouin comme empereur de l’Empire latin, Henri de Valenciennes commence à compiler une chronique axée fortement sur les actes de son patron. L’œuvre commence en 1206, année de l’accession d’Henri, prenant ainsi le relais à peu près au moment où se termine la chronique de Villehardouin. La chronique de Valenciennes se limite aux événements de l’Empire latin et s’arrête brusquement en 1209 ou 1210.

## Œuvres
- Jugement de Nostre Seigneur, ~1200
- Histoire de l'empereur Henri de Constantinople[2], ~1210
- Lai d'Aristote (selon François Zufferey en 2004)[3].